# Paul Fröhlich (Politiker)

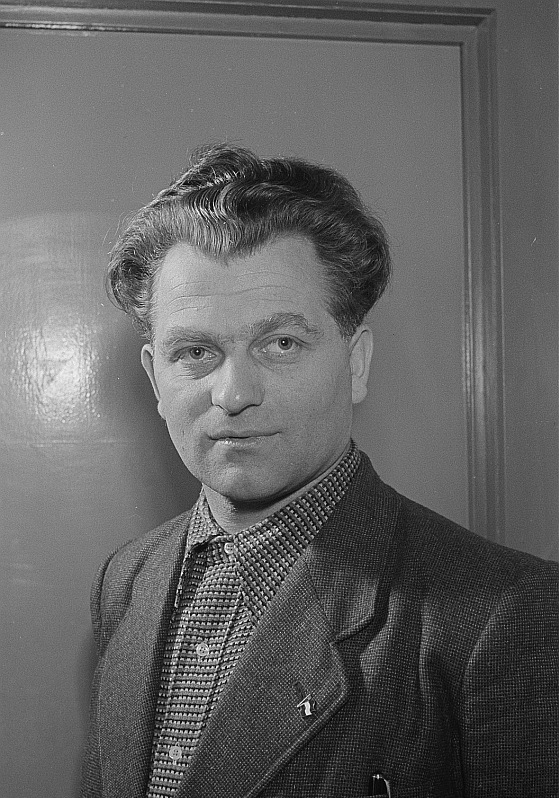
Paul Fröhlich (1952)

Paul Fröhlich (* 21. März 1913 in Niederplanitz; † 19. September 1970 in Berlin) war ein deutscher Politiker. Er war als Mitglied des Politbüros des Zentralkomitees der SED ein hochrangiger Parteifunktionär in der DDR.

## Leben
Fröhlich wurde von 1929 bis 1931 zum Koch ausgebildet und arbeitete als Industrie- und Bergarbeiter. 1930 trat er der KPD bei. 1933 wurde er wegen illegaler politischer Arbeit verhaftet und lebte danach zeitweise als Gelegenheitsarbeiter. 1939 wurde er als Feldkoch zum Kriegsdienst eingezogen. 1944 desertierte er, wurde von der Schweizer Grenzpolizei interniert und war bis Juni 1945 in amerikanischer Kriegsgefangenschaft.
Bis 1950 war er Sekretär und Erster Sekretär der KPD/SED-Kreisleitungen Glauchau, Dresden, Bautzen und Leipzig. 1950–1953 absolvierte er ein Fernstudium an der Parteihochschule und war seit 1952 Erster Sekretär der SED-Bezirksleitung Leipzig. Fröhlich praktizierte in seinem Sekretariat und in der Bezirksleitung einen besonders autoritären Führungsstil. Er unterband jegliche Kritik an seinen Entscheidungen oder an seiner Person mit unnachgiebiger Härte und agierte als Alleinherrscher, der Andersdenkende – auch aus den eigenen Reihen – rigoros verfolgte.
Am 17. Juni 1953 weilte Fröhlich dienstlich in Berlin. Er kehrte am frühen Nachmittag nach Leipzig zurück, wo er die bis dahin zurückhaltenden Polizeikräfte wegen deren Unentschlossenheit heftig kritisierte und ihnen den Befehl zum Schießen auf die Aufständischen erteilte. Fröhlichs Schießbefehl mussten zwei Menschen mit ihrem Leben bezahlen, mindestens weitere fünf Menschen wurden nach der Verhängung des Ausnahmezustandes (16 Uhr) Opfer der sowjetischen Truppen. Paul Fröhlichs brutaler Einsatz von Waffengewalt, noch ehe das Kriegsrecht ausgerufen wurde, gewährte ihm nach der Niederschlagung des Aufstandes die Gunst Ulbrichts, der ihm den politischen Aufstieg in den engeren Führungskreis der SED ebnete.

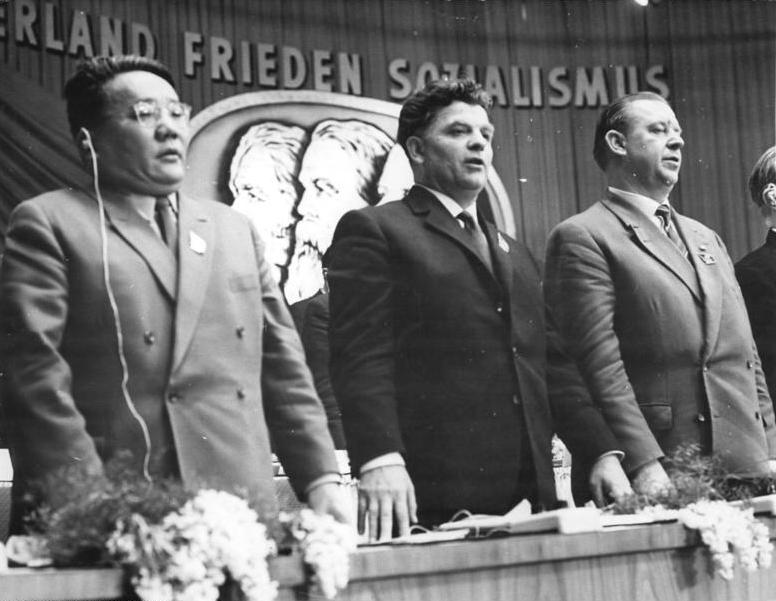
Paul Fröhlich (Mitte) auf dem VI. Parteitag der SED (1963)

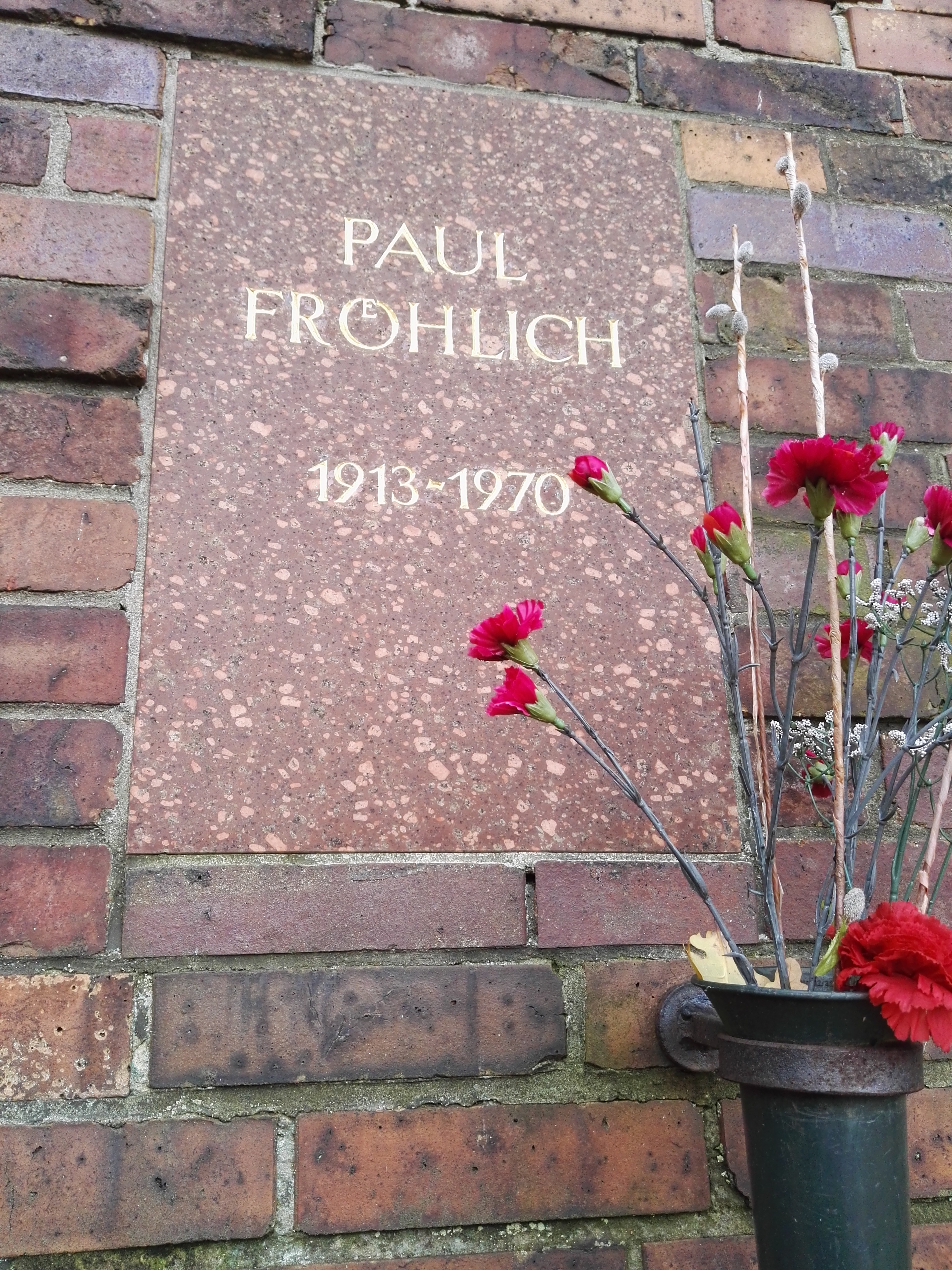
Grabstätte von Paul Fröhlich auf der „Gedenkstätte der Sozialisten“ in Berlin-Friedrichsfelde (2016)

1954 wurde Paul Fröhlich Kandidat des ZK der SED und Abgeordneter der Volkskammer (bis 1958 als Mitglied des Gnadenausschusses), 1958 Mitglied des ZK und Kandidat des Politbüros des ZK der SED. 1963 bis zu seinem Tode war er Mitglied des Politbüros.
Fröhlich wurde 1956 und 1969 mit dem Vaterländischen Verdienstorden, 1958 mit der Medaille für Kämpfer gegen den Faschismus, 1959 mit der Verdienstmedaille, 1963 mit dem Banner der Arbeit, 1965 mit dem Karl-Marx-Orden und 1970 dem Kampforden „Für Verdienste um Volk und Vaterland“ ausgezeichnet. Seine Urne wurde in der „Gedenkstätte der Sozialisten“ auf dem Zentralfriedhof Friedrichsfelde in Berlin-Lichtenberg beigesetzt.
Paul Fröhlich war mitverantwortlich für den Beschluss des ZK der SED, die Leipziger Universitätskirche St. Pauli zu sprengen: Am sozialistischen Karl-Marx-Platz mit der sozialistischen Karl-Marx-Universität sollte kein Gotteshaus geduldet werden. So stimmten auch der Senat der Universität und die Leipziger Stadtverordnetenversammlung der Sprengung der Kirche zu, die am 30. Mai 1968 erfolgte. Seine Figur ist daher in dem in der ersten Etage des Hauptgebäudes der Leipziger Universität befindlichen Gemälde von Werner Tübke „Arbeiterklasse und Intelligenz“ zu sehen, das Ergebnis eines Wettbewerbs mit dem Rahmenthema „Arbeiterklasse und Intelligenz sind unter Führung der marxistisch-leninistischen Partei im Sozialismus untrennbar verbunden“ war. Neben ihm sind der damalige Vorsitzende des Rates des Bezirkes Leipzig, Erich Grützner, und der damalige Oberbürgermeister von Leipzig, Walter Kresse, abgebildet.
In der DDR trug das NVA-Ausbildungszentrum Schneeberg (AZ-10) den Namen „Paul Fröhlich“. Von 1973 bis 1990 firmierte der Stammbetrieb des TAKRAF-Kombinates als VEB Verlade- und Transportanlagen Leipzig „Paul Fröhlich“ (VTA).
Fröhlich starb mit 57 Jahren an Krebs.